# Cités (revue)
Pour les articles homonymes, voir Cité.
Cités est une revue scientifique de philosophie politique, fondée par Yves Charles Zarka en 2000, et publiée par les Presses universitaires de France. Elle est diffusée sous forme imprimée par les Presses universitaires de France et, par Cairn.info, sous forme numérique.
La revue alterne numéros consacrés à des philosophes, sociologues ou intellectuels, et des numéros abordant des enjeux ou des débats d'actualité. Elle ambitionne ainsi de faire vivre le débat d'idées.
La revue reçoit des contributions d'universitaires de notoriété internationale en sciences humaines et sociales ainsi qu’en philosophie : Jürgen Habermas, Philippe Descola, Thomas Piketty, Boualem Sansal, Johann Chapoutot, Pierre-André Taguieff, Gérald Bronner, Michel Winock, Pascal Perrineau, Jean-Pierre Dupuy, Nathalie Heinich, Jean-Claude Milner, Michèle Tribalat, Hervé Le Bras, Frédéric Worms, Souleymane Bachir Diagne, François Gemenne, Pierre Magnard, Stanislas Dehaene, Lionel Naccache, Michèle Riot-Sarcay, Moishe Postone, Dominique Bourg, Catherine Kintzler, etc.
Cités est une revue traduite en plusieurs langues,. Elle a un très large écho dans le monde universitaire en France et à l’étranger.